# Скала (футбольний клуб, Скала)
«Скала» (фар. Skála Ítróttarfelag) — фарерський футбольний клуб із села Скала, острова Естурой. Заснований в 1965 році.
Найращим сезоном в історії команди був 2005. Тоді команда зайняла 2 місце в Прем'єр-лізі і вийшла в Кубок УЄФА 2006/07.

## Історія
Тривалий час команда грала лише товариські матчі. Тільки в 2000 році команда домоглася виходу в другий дивізіон. Ще два успішно проведених сезони принесли «Скалі» місце у Прем'єр-лізі.
Сезон 2002 був для команди досить успішним — вона зуміла залишитися у Прем'єр-лізі. Проте в 2003 році після розгромної поразки від «Тверойрі» з рахунком 0:7 «Скала» вилетіла у Перший дивізіон.
За підсумками сезону 2004, команда знову повернулася в Прем'єр-лігу. А в 2005 році посіла на ній друге місце, відставши від «Б-36» на 4 очки, і тим самим здобула право зіграти в Кубку УЄФА 2006/07. За результатами жеребкування суперником «Скали» став норвезький «Старт». Обидві гри були програні з рахунками 0:1 і 0:3.

## Статистика виступів у єврокубках
| Сезон   | Змагання        | Раунд                   | Господарі       | Гості           | Результат |
| ------- | --------------- | ----------------------- | --------------- | --------------- | --------- |
| 2005    | Кубок Інтертото | 1 раунд                 | Скала           | Тампере Юнайтед | 0:2       |
| 2005    | Кубок Інтертото | 1 раунд                 | Тампере Юнайтед | Скала           | 1:0       |
| 2006/07 | Кубок УЄФА      | 1 кваліфікаційний раунд | Скала           | Старт           | 0:1       |
| 2006/07 | Кубок УЄФА      | 1 кваліфікаційний раунд | Старт           | Скала           | 3:0       |